# Adolfin (Mazovie)
Pour les articles homonymes, voir Adolfin.
Adolfin (prononciation : [aˈdɔlfin]) est un village polonais de la gmina de Pionki dans le powiat de Radom de la voïvodie de Mazovie dans le centre-est de la Pologne.
Il se situe à environ 5 km à l'ouest de Pionki (siège de la gmina), 17 km au nord-est de Radom (siège du powiat) et à 88 km au sud de Varsovie (capitale de la Pologne).

## Histoire
De 1975 à 1998, le village appartenait administrativement à la voïvodie de Radom.